# Pfarrkirche Ulrichskirchen
Die römisch-katholische Pfarrkirche Ulrichskirchen steht in der Ortschaft Ulrichskirchen in der Gemeinde Ulrichskirchen-Schleinbach im Bezirk Mistelbach in Niederösterreich. Sie ist dem heiligen Ulrich geweiht und gehört zum Dekanat Wolkersdorf im Vikariat Unter dem Manhartsberg der Erzdiözese Wien. Das Bauwerk steht unter Denkmalschutz (Listeneintrag).

## Lagebeschreibung
Die Kirche steht auf einer Anhöhe in der Ortsmitte. Gemeinsam mit dem Pfarrhof wird sie von Resten der ehemals wehrhaften mittelalterlichen Friedhofsmauer umgeben.

## Geschichte
Die ursprüngliche Kirche wurde als romanischer Saalbau, eventuell über den Mauerresten einer Burganlage errichtet. Die Gründung der Pfarre ist auf die Abspaltung von der Pfarre Pillichsdorf Mitte des 12. Jahrhunderts zurückzuführen. 1161 wird die Pfarre erstmals urkundlich erwähnt. Um 1300 wurde die Kirche als gotischer Bau mit Chor, der eventuell als Zweiturmanlage geplant war, errichtet. Bis ins 16. Jahrhundert war die Pfarre mit Pillichsdorf zu einer Pfründe verbunden, die sogar teilweise in einer Personalunion war. Danach war die Pfarre eine selbstständige bischöfliche Landpfarre, die 1785 dem Landesfürsten unterstellt wurde. In den Jahren 1669 und 1670 wurde das Langhaus barockisiert.

## Architektur
Kirchenäußeres
Das Bauwerk ist eine gotische Pseudobasilika, deren Langhaus barockisiert wurde. Die Kirche hat ein mächtiges gedrungenes Langhaus. Es ist im Kern gotisch und stammt vom Ende des 13. Jahrhunderts und liegt unter einem Satteldach, das im Westen abgewalmt ist. Der eingezogene Chor vom Ende des 13. Jahrhunderts ist polygonal geschlossen. Der Chor weist eine durchgehende verkröpfte Sockelzone auf und ist durch Strebepfeiler gegliedert. Am Chorschluss sind drei Spitzbogenfenster mit zweifach gekehlter Laibung. Die Spitzbogenfenster sind zweibahnig und weisen Maßwerk in Form von Vierpass- und Sternformen auf. Im nördlichen Chorwinkel steht der viergeschoßige Kirchturm, die unteren Geschoße sind gotisch mit Schlitzfenstern. Im dritten Geschoß sind vermauerte gekuppelte Rundbogenfenster, das barocke Glockengeschoß wurde 1669 errichtet. Der Mansardhelm stammt aus dem letzten Viertel des 18. Jahrhunderts. An der Westfassade ist am Ansatz des nördlichen Seitenschiffes Ortsteinquaderung freigelegt worden. Eventuell handelt es sich hierbei um Reste der Langhausmauer des romanischen Vorgängerbaues. Das Westportal wurde 1669 geschaffen. Die hohen Rundbogenfenster stammen aus dem Jahr 1840. An der Nordseite des Chores ist ein spätgotisches Schulterbogenportal. Es ist der Zugang zur frühgotischen Unterkirche mit Schalungsabdrücken aus der Zeit um 1100. Darunter ist ein gewölbter Raum mit Fluchtausgängen. Nördlich des Langhauses ist ein schlichter Kapellenanbau, der im 16. Jahrhundert errichtet wurde. Der Anbau weist schlichte Putzfeldgliederung auf und an der Ostseite ist ein vermauertes spätgotisches Rechteckportal mit abgefastem Gewände. Südseitig schließt eine ehemalige Kapelle aus dem 17. Jahrhundert an das Langhaus an. Heute wird es als Vorraum genutzt. Der Vorraum ist kreuzgratgewölbt, und verziert durch stuckierte Bänder und Rosetten. Südlich des Chores schließt die Sakristei mit einem barocken Anbau aus dem 18. Jahrhundert an. Die ursprüngliche Sakristei hat einen gotischen Mauerkern und ist eventuell das Turmerdgeschoß des zweiten gotischen Turmes. An der Südseite ist ein Grabstein aus rotem Marmor, den André Reiter aus Reichenhall im Jahr 1681 schuf.
Kircheninneres
Die Kirche hat ein dreischiffiges, im Kern gotisches Langhaus aus dem 13. und 14. Jahrhundert. Das Mittelschiff ist vermutlich der Rest des romanischen Saalbaues. Das Mittelschiff ist dreijochig, darüber ist ein barockes Stichkappentonnengewölbe, das auf Wandvorlagen und einem umlaufenden gekröpften Gebälk aus der Zeit um 1670 ruht. Auf der Westseite ist eine dreiachsige Orgelempore die kreuzgratunterwölbt ist und auf Säulen ruht. Das Mittelschiff ist zu den Seitenschiffen hin in Rundbogenarkaden geöffnet, die auf schweren Pfeilern ruht, die um 1670 ummantelt wurden. Im westlichen Joch ist eine abgefaste Spitzbogenarkade. Die Seitenschiffe wurden im 17. Jahrhundert kreuzgratgewölbt. Der spätgotische Triumphbogen der das Langhaus vom Chor trennt, ist eingezogen und besteht aus abgefastem Bruchsteinmauerwerk mit doppelter Kehlung. Der gotische Chor ist etwas erhöht und einjochig. Das quadratische Chorjoch könnte das romanische Chorquadrat gewesen sein. Der Chor endet im 5/8-Schluss. Darüber ist Kreuzrippengewölbe mit kleinen rosettenförmigen Schlusssteinen. Die birnstabförmigen Rippen werden in Dienstbündel mit profilierten Kapitellen und Schaftringen zusammengefasst. Die Wandgliederung ist in Verbindung mit der zweifach gekehlten Umrahmung der gotischen Maßwerkfenster sehr dicht. In der Südwand des Chores ist eine zweiteilige Session mit Dreipassmaßwerk. Die rechteckige Sakramentsnische stammt aus dem 16. Jahrhundert. In einer kleinen Rundbogennische im Altarraum ist ein Rundstein, ein ehemaliger Schussstein der romanischen Kirche, eingemauert. Auf ihm ist ein Greif und ein Wurm dargestellt. Die Seitenkapelle nördlich des Langhauses ist korbbogengewölbt. Dazwischen sind Gurtbögen. Die Sakristei ist im Kern frühgotisch und wurde 1845 flachgedeckt.
An einigen Stellen wurden Wandmalereien aus der zweiten Hälfte des 16. Jahrhunderts freigelegt. Sie zeigen Reste von figuralen Szenen an der Südwand des Langhauses. Eventuell handelt es sich hierbei um Heiligendarstellungen. Am Triumphbogen sind Pflanzenmotive und im südwestlichen Seitenschiffjoch sind geometrische Ornamente in schwarz-weiß. Diese sind eventuell Reste des romanischen Verputzes.
Auf den Fenstern im Chor sind Glasmalereien aus den Jahren 1902 und 1904. Sie stellen die Heiligen Ida, Leopold, Friedrich und Maria dar.

## Ausstattung
Der Hochaltar ist ein freistehender Altar mit spätromanischer Mensa aus dem 12. Jahrhundert in neugotischer Verkleidung. Der Tabernakel aus der ersten Hälfte des 19. Jahrhunderts wurde mit seitlichen barocken  Reliefs der Heiligen Petrus und Maria versehen. Diese Reliefs stammen von den ursprünglichen Beichtstühlen aus dem zweiten Viertel des 18. Jahrhunderts. Das barocke Holzkruzifix wurde in der ersten Hälfte des 18. Jahrhunderts geschaffen. Darüber ist eine freischwebende Madonnenfigur aus der Zeit um 1330. Diese besteht aus polychromiertem Lindenholz. Der Strahlenkranz rund um die Figur wurde 1845 hinzugefügt. Seitlich sind hölzerne Leuchterengel aus der Mitte des 19. Jahrhunderts.
Im nördlichen Seitenschiff ist ein Altar von 1840. Auf ihm steht eine Figurengruppe „Maria mit zwei Engeln“. Zwei der Figuren sind barock.
In der nördlichen Langhauskapelle ist das ehemalige Hochaltarbild, das den heiligen Ulrich darstellt. Es wurde 1692 gemalt und befindet sich in einem rundbogigen Altaraufbau aus der ersten Hälfte des 19. Jahrhunderts.
Im südlichen Seitenschiff ist eine Figurengruppe „Abschied Christi von Maria“ von 1702. Diese Figurengruppe befand sich ursprünglich in der Urlauberkapelle südöstlich des Ortes. Die barocke Holzkanzel aus dem Jahr 1718 ist mit Intarsienschmuck verziert. Sie hat einen wuchtigen vierseitigen Korb auf Pinienzapfen. Am Kanzelkorb sind Reliefs der vier Evangelisten, an der Rückwand der Kanzel wird „Jesus als Guter Hirte“ dargestellt.
Die 14 Kreuzwegbilder entstanden 1845, der gebuckelte Renaissance-Taufstein ist aus der Zeit um 1580. Am barocken Deckel ist eine Figurengruppe, die die „Taufe Jesu“ darstellt. Diese stammt vom Ende des 18. Jahrhunderts. Die beiden barocken Beichtstühle weisen Intarsien aus dem zweiten Viertel des 18. Jahrhunderts auf. Die kleine barocke Figur, die den heiligen Johannes Nepomuk darstellt, wurde in der Mitte des 18. Jahrhunderts geschaffen und ist stark beschädigt.
In der Kirche befinden sich einige Grab- und Gedenksteine. Ein figuraler Rotmarmor-Grabstein wurde für Hans Christoph von Zelking und seine Frau († 1525; † 1534) geschaffen. Sie weisen ein Ritterrelief und eine Wappenkartusche auf. Ein Wappengrabstein mit Kartusche wurde für Friedrich Ludwig Wallowitz 1569 geschaffen. Außerdem gibt es einen Ritzgrabstein von 1604 und einen Gedenkstein aus diesem Jahr. Zweiterer ist für Pfarrer Augustin Gall geschaffen und hat ein Jugendstilrelief „Guter Hirte“.

## Orgel
Die einmanualige Orgel mit 12 Registern wurde 1877 von Franz Strommer gebaut und 1977 erweitert. Das zweiteilige Gehäuse ist im Stil der Neorenaissance.

## Glocke
Die Glocke wurde 1782 von Franz Josef Scheichel gegossen.